# Culicoides landauae
Culicoides landauae är en tvåvingeart som beskrevs av Kremer, Rebholtz-hirtzel och Bailly-choumara 1975. Culicoides landauae ingår i släktet Culicoides och familjen svidknott. Inga underarter finns listade i Catalogue of Life.